# Слободо-Петрівка
Слободо-Петрі́вка — село в Україні, в Лубенському районі Полтавської області. Населення становить 783 осіб. Орган місцевого самоврядування — Гребінківська міська громада.

## Географія
Село Слободо-Петрівка знаходиться на правому березі річки Гнила Оржиця, вище за течією на відстані 1 км розташоване село Польове, нижче за течією на відстані 0,5 км розташоване село Оржиця, на протилежному березі - місто Гребінка та село Лутайка. На річці велика загата.

## Історія
Село вперше згадується 1773 року.
(В різні часи село ще іменувалося: Свіччина Слобода, слобода Петрівка).
Землі нинішньої Слободо-Петрівки, як і багато інших, розташованих в межиріччі Сирої (Гнилої) Оржиці, Сухої Оржиці та Чумгака, в 1690 році козацька старшина Пирятинської сотні за мізерну ціну продала (а фактично подарувала) Лубенському полковникові Леонтію Назаровичу Свічці. Такий подарунок був зроблений у зв'язку з тим, що Свічка відстояв у Московського царя «спірні» землі, котрі почала «прибирати до рук» старшина переяславського полку.
В матеріалах перепису 1767 року (Рум'янцевському описові) зі слів дружини Олексія Свічки було записано: «Слободка Петровка умершим моим мужем Лубенского полку бунчуковым товарищем Алексеем Свечкою на покупленой и частично занятой предками его земле лет более 20 осажена». (Центральний державний історичний архів України, фонд 57, опис 1, справа 421, арк. 266).
Тобто, слобідка Петрівка була заснована не пізніше 1747 року Олексієм Степановичем Свічкою і названа Петрівкою на честь його сина Петра, який тоді тільки народився. А слід сказати, що слово «слобідка» означає населений пункт, заселений вільними, як тоді говорили прості люди - «слободними» селянами, які втекли від інших поміщиків, і безземельними козаками.
У 1751 році Петрівка була записана хутором з 17 «підсусід-ками» (бідними селянами), у 1764 році - слободою з двома дворами і 48 бездвірними хатами і населенням 237 чол. обох статей.
Згідно з переписом 1767 року у слободі Петрівці був приїжджий двір, де було 3 хати, 2 сараї, 1 комора. Тут міг зупинитися для проживання господар (поміщик). В приїжджому дворі постійно проживало три двірні сім'ї. Пани Свічки тоді жили в Городищі. Щодо двірні в переписові було записано: «Живут без платы, на одежде своей, а пропитание хозяина».
У слободі на той час було 2 селянські двори і 76 бездвірних хат, в яких проживало 294 особи чоловічої статі і 255 - жіночої. «У них земель пахотных, тож и лесных и других угодий не име-ется, а к посеву хлеба тож и для кошения сена земля определяет-ся от меня (господарки, дружини О.Свічки - Прим, автп.)»
У 1781 році там було уже 98 селянських хат.
У 1807 році на приїжджому дворі був недобудований цегляний будинок з двома флігелями, в якому й проживали з 1824 року Свічки після утрати ними Городища і інших маєтностей.
Микола і Яків Петровичі Свічки розтринькали маєтності, накопичені попередніми поколіннями Свічок. Залишилася одна маєтність - слобода Петрівка, якій теж загрожувала продажа з аукціону, щоб погасити борги Свічок для закриття 100-літньої судової справи Свічок з Марковичами. Рятуючи цю маєтність, син Миколи Петровича Лев Миколайович Свічка 6 жовтня 1827 року обвінчався з Ганною Павлівною Гребьонкіною, дочкою Павла Івановича Гребьонкіна та його першої дружини Ганни Петрівни Маркович. Таким способом була закрита судова справа з Марковичами і слобода Петрівка залишилася за Свічками, де і поселилося молоде подружжя. Так поріднилися Гребінки зі Свічками.
Ганна Павлівна долучила до маєтності Свічок свою частину хутора Глибокого Яру, яка потім одержала назву Мар'янівка. Але їх подружнє життя продовжувалося недовго. 13 лютого 1834 року за віком 27 років померла Ганна Павлівна, а 25 серпня 1845 року за віком 46 років від сухот помер і Лев Миколайович. Обоє були поховані на родинному кладовищі Гребінок в с. Мар'янівка.
У 1843 році в Слободо-Петрівці побував Т. Г. Шевченко.
Ще за життя Лева Миколайовича в червні 1844 року в слободі Петрівці побував відомий фольклорист і етнограф, автор «Толкового словаря» Володимир Іванович Даль, який разом з Є.П. Гребінкою гостював в Убіжищі. От що він писав в листі до своєї дружини про маєтність слободи Петрівки і її господаря Левка Миколайовича:
«...имение в 4000 душ со времени Гетьманщины раздробилось и расстроилось у деда, и особенно в руках отца, а теперь осталось 250 душ и долги. Хозяйки нет, хозяйство расстроилось и запущено, дворня огромная, остатки псарей и музыкантов, которые и теперь еще играют марш, когда мы йдем на озеро стрелять чаек или в сад на воробьев; дом в упадке, дворни более 50 человек. Расстроив имение, отец не дал сыну никакого образования, а будучи богатым и будучи потомком известных в истории Малороссии Свечек, отдал сына в пехотный полк. Отец умер, а сын вышел в отставку и переехал хозяйничать; к счастью природа была ему лучшим отцом, нежели родной отец, но все-таки того, что упущено, вознаградить нечем».
Рано осиротіли діти Левка Миколайовича і Ганни Павлівни, в 1845 році їм було: Миколі - 17 років, Олександрі - 16 років, Марії - 14 років. їх виховання лягло на плечі їх бабусі, матері Левка Миколайовича - Феодосії Прохорівни. Згодом (1850 р.) Микола Львович закінчив навчання в Дворянському полку (м. Петербург) корнетом і став господарем маєтності в слободі Петрівці; Олександра Львівна в 1849 році вийшла заміж за поміщика с. Мечет, (а згодом і села Перервинець) - Андрія Андрійовича Марковича; Марія Львівна в 1850 році одружилась з братом художника, пирятинця Аполлона Миколайовича Мокрицького - Іваном Миколайовичем.
В придане Марія Львівна одержала частину хутора Глибокого Яру, якою володіла її мати Ганна Павлівна Гребьонкіна-Свічка. З цього часу ця частина хутора Глибокого Яру стала називатися іменем її володарки - Мар'янівкою (В селянському середовищі дорослу Марію називали Мар'єю), Іван Миколайович Мокрицький з сім'єю жив в Петербурзі, служив правителем канцелярії Санкт-Петербурзького обер-поліцмейстера, маючи чин статського радника. З його сім'єю до останніх років свого життя дружив Т. Г. Шевченко. Він подарував їх сім'ї свого «Кобзаря» з дарчим написом: «Марии Львовне Мокрицкой на пам'ять. Т. Шевченко. 4 февраля 1860»
До скасування кріпацтва (1861 р.) в слободі Петрівці в володінні Свічок проживало 324 душ чоловічої статі і 326 душ жіночої статі. Мали право на одержання (викуп) земельного наділу 299 ревізьких душ (чоловічої статі), серед них: 246 селян і 53 душі із двірні. Було викуплено у Свічок 54 десятини присадибної землі, 420 десятин польової землі та 19 десятин вигонної землі. За цю землю вони повинні були виплатити 24142 карбованців 66 копійок. їм надавалося також право користуватися водопоєм, але з обмеженнями:
- береги ставка займають не більше половини простору, починаючи від містка греблі по лінії до панської садиби; другу половину по тій же лінії до панської садиби поміщику надавалося право відгородити в будь - який час;
- худобу після водопою відганяти негайно;
- конопель в ставку не замочувати і білизну не прати;
- на обов'язку селян тримати в справності греблю і міст».

До моменту скасування кріпацтва в слободі Петрівці проживали також селяни, які належали дружині генерал-лейтенанта Яхонтовій Олександрі Лазарівні (Яхонтова - по третьому одруженню, Куракіна - по другому, Уракова - по першому). Землі її були суміжними з свічківськими і, очевидно, колись належали Свічкам. По сповідним відомостям Георгієвської церкви м. Городища за 1845 рік в Петрівці селян, які належали Свічкам, було 839 душ, а селян Яхонтової - 199 душ.
Тобто в роки 1845-1859 селяни, куплені Яхонтовою у Свічок, переходили в володіння першої, хоча й жили вони деякий час вперемішку з селянами Свічок. Ще до скасування кріпацтва селяни Яхонтової почали поселятися окремо від Свічківських, на землі землеволодарки (Після смерті Яхонтової її маєтності перейшли в володіння її сина Куракіна-Текелія Михайла Васильовича) В 1872 році земля поміщика Куракіна-Текелія в кількості 523 десятин в с. Слободо - Петрівці перейшла в володіння дружини генерала Савицької Марії Миколаївни, а потім передавалась в спадщину її дітям, онукам.
Із селян Яхонтової (Куракіна - Текеля) мали право на наділ землі (на викуп) 70 ревізьських душ. їм виділялося: 8,7 десятин присадибної землі і 175,17 десятин польової.
Так в слободі Петрівка утворилося дві громади «вільних хліборобів»: одна із них - із колишніх свічківських кріпаків, а інша - із колишніх кріпаків Яхонтової (Куракіна - Текеля).
В 1915 році в Слободо-Петрівці І і II налічувалося 29 вітряків і дві кузні. Син Левка Свічки Микола навчався в Петербурзі (за протекцією його дяді Є.П. Гребінки) в пансіонаті, а потім в 1846 році він вступив унтер - офіцером в Кірасирський гусарський полк. В 1849 році він залишив службу корнетом і повернувся в с. Слободу-Петрівку, де зайнявся господарюванням. Брав участь в громадських справах, у 1859 році він був попечителем Пирятинської міської лікарні.
До 1917 в Слободо - Петрівці діяла двокласна церковнопарафіяльна школа. 1911 на кошти земства зведено нове шкільне приміщення. Радянську владу встановлено в січні 1918 року. 1923 – у складі Пирятинського району Прилуцького округу, 2093 жителі. 20.ІХ.1941-20.ІХ.1943 село було окуповано німецько-фашистськими військами.
Медичне обслуговування мешканців Слободо - Петрівки до початку 1930-х років проводилося Сербинівською лікарнею і її фельдшерським пунктом в Городищі. З утворенням лікарні і амбулаторії в Городищі, мешканці села користувалися послугами і цих установ. А з відкриттям Гребінківської районної лікарні і поліклініки стали користувалися їх послугами.
В селі після революції почали створюватися нові виробничі відносини. Окружна газета «Правда Прилуччини» (Пирятинський район входив до складу Прилуцького округу з 1923 до 1930 р.р.). 15 листопада 1928 року писала: «Гордість Слободо-Петрівки - це двоє товариств спільного обробітку землі «Червона Україна» об'єднує 47 господарств переважно бідноти, їдців має 234. Має дві молотарки до тракторів і одну до двигуна (молотарки приводилися в рух або від трактора, або від двигуна). Є два трактори. На наступний рік товариство передбачає позбутися усієї робочої худоби, замінивши її тракторами». (Мабуть, слобопетрівці в той час були великими оптимістами).
За радянських часів на початку спостерігався ріст населення села, а потім - спад. У селі був розташований колгосп їм. Г. С. Кагамлика. який мав 3 336 га землі, основний напрям господарства — рільництво, розвинуте тваринництво й рибництво. Видавалася багатотиражна газета «Колгоспне життя».
Було споруджено торговельний комплекс, середню школу, дитячий садок, ФАП, будинок культури, клуб, їдальню, лазню, сауну, гуртожиток. 1990 року у селі мешкало 922 особи.
1994 року було електрифіковано ділянку залізниці Яготин-Гребінка. У селі розташовано зупинний пункт Слобода-Петрівка, з якого електропоїздами можна дістатись у Київ та Гребінку. Також у селі розташовано зупинний пункт Оржиця, тут роблять зупинку дизель-поїздки, що сполучають Гребінку та Черкаси.

## Економіка
- ТОВ «ім. Кагамлика ».
- ТОВ «Україна».

## Об'єкти соціальної сфери
- Школа, заснована 1938 року.

## Відомі люди
- В місцевій школі навчався Герой Радянського Союзу Григорій Кагамлик. В рідному селі в 1967 році йому було встановлено пам'ятник[1].
- На місцевому кладовищі похований уродженець села, Герой України Черненко Андрій Миколайович, котрий загинув від поранення у груди 19 лютого 2014 року під час підтримки Євромайдану в м. Києві.
- Буцько Микола Олександрович — український радянський історик, доктор історичних наук, професор.
- В селі народився Левченко Михайло Олександрович — український письменник, доктор філологічних наук, професор.